# 滇西蛇
滇西蛇（学名：Atretium yunnanensis）为游蛇科滇西蛇属的爬行动物。分布于缅甸以及中国大陆的云南等地，生活习性为水栖。其常见于热带和亚热带河谷以及河谷冲积盆地及亚高山的稻田、水塘、沼泽中或其附近。其生存的海拔范围为800至1400米。该物种的模式产地在云南龙川和盈江。其种加词 yunnanensis 意为“云南的”。

## 保护
本种于2023年被收录入《有重要生态、科学、社会价值的陆生野生动物名录》。